# François Robert Houdouart
François Robert Houdouart est un homme politique français né le 6 juin 1761 à Orléans (Loiret) et décédé le 10 février 1810 à Paris.

## Biographie
Ingénieur des ponts et chaussées dans l'Yonne, il dirige les travaux du tunnel du Simplon. Visitant le Vésuve, lors d'un séjour à Naples, il descend dans le cratère et publie une description très bien accueillie et publiée dans les journaux.
Il est député de l'Yonne de 1806 à 1810.

## Sources
- « François Robert Houdouart », dans Adolphe Robert et Gaston Cougny, Dictionnaire des parlementaires français, Edgar Bourloton, 1889-1891 [détail de l’édition]